# Haralds Silovs
Haralds Silovs, né le 7 avril 1986 à Riga, est un patineur de vitesse (sur piste longue) et anciennement sur piste courte letton.

## Carrière
En 2008, Silovs devient champion d'Europe toutes épreuves de patinage de vitesse sur piste courte. En 2009, il finit deuxième de cette compétition, battu par l'Italien Nicola Rodigari.
En 2010, lors des Jeux Olympiques de Vancouver, il est devenu le premier athlète à concourir à la fois en patinage de vitesse et en short-track et de surcroit le même jour,. Pour ses premiers Jeux olympiques où il est désigné porte-drapeau de son pays, il y prend la 20e place sur le 5000 mètres en patinage de vitesse, et les 12e, 14e et 10e places sur respectievement le 500 mètres, le 1000 mètres et le 1500 mètres.

## Palmarès

### Jeux olympiques d'hiver
en patinage de vitesse
| Épreuve / Édition   | 500 mètres | 1 000 mètres | 1 500 mètres | 5 000 mètres | 10 000 mètres | Mass start | Poursuite par équipes |
| JO 2010 Vancouver   | 12e        | 14e          | 10e          | 20e          | —             | —          | —                     |
| JO 2014 Sotchi      | 37e        | 24e          | 14e          | —            | —             | —          | —                     |
| JO 2018 Pyeongchang | —          |              | 4e           | —            | —             |            | —                     |

Légende :
- : première place, médaille d'or
- : deuxième place, médaille d'argent
- : troisième place, médaille de bronze
- : pas d'épreuve
- — : Non disputée par le patineur
- DSQ : disqualifiée

### Short-track
- Championnats d'Europe
  -  Médaille d'or toutes épreuves en 2008 à Ventspils et en 2011 à Heerenveen, sur le 1 500 m en 2008 et 2009 et sur le 1 000 m en 2011
  -  Médaille d'argent toutes épreuve en 2009 à Turin, sur le 1 000 m en 2008 et sur le 500 m en 2011
  -  Médaille de bronze sur le 1 500 m en 2011

### Patinage de vitesse
- Coupe du monde
  - 2 podiums durant la saison 2012-2013.